# Trichoboscis
Trichoboscis is een geslacht van vlinders van de familie Lecithoceridae.

## Soorten
- T. crocosema (Meyrick, 1929)
- T. pansarista Meyrick, 1929